# Flavio Vitale
 (mai 2025).
Motif : Junior donc non admissible, que des sources locales
- Archive Wikiwix
- Bing
- Cairn
- DuckDuckGo
- E. Universalis
- Gallica
- Google
- G. Books
- G. News
- G. Scholar
- Persée
- Qwant
- (zh) Baidu
- (ru) Yandex
- (wd) trouver des œuvres sur Wikidata

| 1. | Préciser le motif de la pose du bandeau. | Précisez le motif de la pose du bandeau en utilisant la syntaxe suivante : {{admissibilité à vérifier\|date=juin 2025\|motif=remplacez ce texte par le motif}}                     |
| 2. | Informer les utilisateurs concernés.     | Pensez à avertir le créateur de l'article, par exemple, en insérant le code ci-dessous sur sa page de discussion : {{subst:avertissement admissibilité à vérifier\|Flavio Vitale}} |

Pour les articles homonymes, voir Vitale.
 Flavio Vitale, né le 28 juillet 2005, est un  skieur alpin français. 

## Biographie
Flavio Vitale est le fils d'un père français et d'une mère franco-russe.    
Depuis 2017, il est entraîné par la structure privée APEX 2100 à Tignes.
Il est vice-champion de France U14 (moins de 14 ans) en 2019 aux Menuires.
En mars 2022 il est sacré double champion de France U18 en slalom géant à Saint-Gervais et en slalom à Chamonix.
Il dispute sa première épreuve de Coupe d'Europe sur le slalom géant de Zinal en décembre 2022. En janvier 2023, âgé seulement de 18 ans, il dispute ses premiers championnats du monde juniors U21 à Saint-Anton. Il y obtient une très bonne 7e place dans le slalom géant, ainsi qu'une 11e place en super G et une 13e place en slalom. Il est ainsi le meilleur mondial U18 de ces 3 disciplines lors de ces championnats du monde U21. En mars, il est à nouveau sacré double champion de France U18 en slalom géant à Val Thorens ainsi qu'au combiné aux Orres.
Il commence sa saison 2023-2024 de fort belle manière en remportant en septembre deux slaloms géants en Nouvelle-Zélande : le championnat national thaïlandais, et le championnats juniors de Nouvelle-Zélande. Le 7 décembre 2023, pour sa septième course de Coupe d'Europe, il obtient une superbe 7e place dans le slalom géant de Zinal. Il décroche ainsi sa qualification pour son premier slalom géant de Coupe du monde qu'il effectue le 9 décembre sur la difficile face de Bellevarde à Val d'Isère, à seulement 18 ans. Le 22 décembre il monte sur son premier podium en Coupe d'Europe en prenant la 3e place du slalom géant de Valloire,. Le 3 février il prend la 5e place des championnats du monde juniors à Saint-Jean-d'Aulps après avoir remporté la première manche. Il obtient un nouveau podium en coupe d'Europe en prenant une magnifique seconde place dans le slalom géant de Pass Thurn. Après 3 autres tops-10, il termine la saison à la 6e place du classement général de la coupe d'Europe de slalom géant.
Pour la saison 2024-2025, il change de fournisseur (il quitte Fischer pour Head) et rejoint Red Bull. Il intègre l'équipe de France de coupe de monde pour les épreuves de slalom géant, tout en continuant à courir en coupe d'Europe dans la discipline quand c'est possible. Néanmoins il arrive aux mondiaux junior de Tarvisio sans avoir réussi à se qualifier pour une seconde manche mondiale (mais avec deux secondes places en coupe d'Europe dans les géants de Zinal en décembre). Le 4 mars il remporte les deux manches du slalom géant et est sacré champion du monde junior,. Dix jours plus tard, il se qualifie pour la première fois pour une seconde manche de coupe du monde lors du géant d'Hafjell, et confirme en terminant à la treizième place pour marquer ses (vingt) premiers points, à l'âge de dix-neuf ans. Début avril, il est sacré champion de France U21 de slalom à Méribel.

## Palmarès

### Coupe du monde
- 10 slaloms géant disputés en Coupe du monde (à la fin de la saison 2025)[20].
- Meilleur résultat:13e à Hafjell le 15 mars 2025[21].
- Meilleur classement en slalom géant : 38e à en 2025 avec 20 points[22].
- Meilleur classement général : 119e à en 2025 avec 20 points[22].

#### Classements
| Saison / Épreuve | Saison / Épreuve | Général | Général | Géant  | Géant  |
| ---------------- | ---------------- | ------- | ------- | ------ | ------ |
| Saison / Épreuve | Saison / Épreuve | Class.  | Points  | Class. | Points |
| 2025             | 2025             | 119e    | 20      | 38e    | 20     |

### Championnats du monde juniors
Flavio Vitale participe à trois éditions des Championnats du monde juniors de ski alpin, de 2023 à 2025, et est sacré champion du monde junior de slalom géant en 2025,.
| Épreuve / Édition              | Descente | Super G | Slalom géant | Slalom | Combiné par équipe | Team event |
| Mondiaux 2023 Saint-Anton      | -        | 11e     | 7e           | 13e    | -                  | -          |
| Mondiaux 2024 Portes du soleil | -        | -       | 5e           | Ab.    | 11e                | -          |
| Mondiaux 2025 Tarvisio         | -        | -       | Or           | Ab     | -                  | -          |

### Coupe d'Europe
- 24 courses disputées en Coupe d'Europe (à la fin de la saison 2025)[20].
- 5 podiums (tous en slalom géant)[20] :
  - 3e place du slalom géant de Valloire le 22 décembre 2023
  - 2e place du slalom géant de Pass Thurn le 26 février 2024
  - 2e place du slalom géant de Zinal le 5 décembre 2024
  - 2e place du slalom géant de Zinal le 6 décembre 2024
  - 3e place du slalom géant de Ål le 12 mars 2025
- Meilleur classement en slalom géant : 6e en 2024 avec 289 points[25].
- Meilleur classement général : 26e en 2024 avec 289 points[25].

#### Classements
| Saison / Épreuve | Saison / Épreuve | Général | Général | Géant  | Géant  |
| ---------------- | ---------------- | ------- | ------- | ------ | ------ |
| Saison / Épreuve | Saison / Épreuve | Class.  | Points  | Class. | Points |
| 2024             | 2024             | 26e     | 289     | 6e     | 289    |
| 2025             | 2025             | 41e     | 220     | 10e    | 220    |

### Championnats de France

#### Élite
| Édition / Epreuve                         | Descente | Super-G | Slalom géant | Slalom  | Super combiné |
| ----------------------------------------- | -------- | ------- | ------------ | ------- | ------------- |
| Championnats 2022 Isola 2000 / Auron      | -        | 46e     | 25e          | Abandon | Abandon       |
| Championnats 2023 Les Orres / Val Thorens | 21e      | 25e     | 15e          | Abandon | 7e            |
| Championnats 2025 Méribel                 | -        | -       | Abandon      | 10e     | -             |

#### Jeunes
5 titres de champion de France

##### U21 (moins de 21 ans)
2025 :
- Champion de France de slalom à Méribel

##### U18 (moins de 18 ans)
2022 :
- Champion de France de slalom géant à Saint-Gervais
- Champion de France de slalom à Chamonix

2023 :
- Champion de France de slalom géant à Val Thorens
- Champion de France de combiné aux Orres

##### Benjamins U14 (moins de 14 ans)
2019 :
- vice-champion de France de slalom géant aux Menuires